# Murs
Николас Нил Картер, более известный под сценическим псевдонимом Murs — американский хип-хоп-исполнитель из Лос-Анджелеса, Калифорния. Его псевдоним является акронимом, для которого сам Николас придумал несколько значений: например, «Making the Universe Recognize and Submit» или «Making Underground Raw Shit».
Murs начал свою карьеру в начале 1990-х с участия в хип-хоп-группе Living Legends, а позднее присоединился к 3 Melancholy Gypsys. В 1997 году он выпустил свой дебютный альбом F'Real, положивший начало его полноценной сольной карьере. В начале 2000-х Murs также познакомился с лидером хип-хоп-группы Atmosphere, рэпером Slug, вместе с которым они создали проект Felt, в рамках которого музыканты записали несколько экспериментальных альбомов. Начав с андеграундного агрессивного хип-хопа, который также именовали как пост-гангста-рэп (post-gangsta rap), он постепенно расширял свое звучание, отходя в сторону альтернативного хип-хопа. Тематика песен Картера разнообразна: его композиции фокусируют внимание на различных проблем как человека и его индивидуальности, так и общества.
За свою музыкальную карьеру Murs выпустил двенадцать студийных альбомов, а также ряд совместных альбомов и мини-альбомов.

## Дискография
- F'Real (1997)
- Good Music (1999)
- Murs Rules the World (2000)
- The End of the Beginning (2003)
- Murs 3:16: The 9th Edition (2004)
- Murray's Revenge (2006)
- Murs for President (2008)
- Have a Nice Life (2015)
- Captain California (2017)
- A Strange Journey Into The Unimaginable (2018)
- The Iliad is Dead and the Odyssey is Over (2019)
- He's the Christian, I'm the Rapper (2020)